# Campeonato Argentino de Mayores 1995
El Campeonato Argentino de Mayores de 1995 fue la quincuagésimo-primera edición del torneo de uniones regionales organizado por la Unión Argentina de Rugby. Se llevó a cabo entre el 9 de septiembre y el 18 de noviembre de 1995. La Unión de Rugby Austral organizó las fases finales del campeonato por primera vez en su historia, con los encuentros definitorios disputándose el 10 y 12 de noviembre en Comodoro Rivadavia, Provincia del Chubut.
El relevo de plazas durante esta edición sufrió una serie de cambios como resultado del advenimiento de un nuevo formato de competición en la siguiente edición del torneo. El nuevo formato redujo la cantidad de participantes de ocho a seis en las primeras dos categorías (Campeonato y Ascenso), por lo que aumentaron la cantidad de descensos mientras que los ascensos fueron restringidos.
La Unión Cordobesa de Rugby consiguió el primer campeonato de mayores de su historia luego de haber perdido seis finales entre 1963 y 1994. Los cordobeses derrotaron a Buenos Aires en semifinales y a Tucumán en la final, los dos seleccionados que vencieron a Córdoba en sus primeras seis finales y que habían dominado el campeonato de forma ininterrumpida desde la victoria de la Unión de Rugby de Rosario en 1965.

## Equipos participantes
Disputaron esta edición veinte equipos: diecinueve uniones provinciales y la Unión Argentina de Rugby, representada por el seleccionado de Buenos Aires. Estos fueron divididos en una Zona Campeonato (ocho equipos), una Zona Ascenso (ocho equipos) y una Zona Clasificación (cuatro equipos). 
| División                     | Equipo              | Unión                                                     |
| ---------------------------- | ------------------- | --------------------------------------------------------- |
| Zona Campeonato 8 equipos    | Buenos Aires        | Unión Argentina de Rugby                                  |
| Zona Campeonato 8 equipos    | Córdoba             | Unión Cordobesa de Rugby                                  |
| Zona Campeonato 8 equipos    | Cuyo                | Unión de Rugby de Cuyo                                    |
| Zona Campeonato 8 equipos    | Mar del Plata       | Unión de Rugby de Mar del Plata                           |
| Zona Campeonato 8 equipos    | Nordeste            | Unión de Rugby del Nordeste                               |
| Zona Campeonato 8 equipos    | Rosario             | Unión de Rugby de Rosario                                 |
| Zona Campeonato 8 equipos    | San Juan            | Unión Sanjuanina de Rugby                                 |
| Zona Campeonato 8 equipos    | Tucumán             | Unión de Rugby de Tucumán                                 |
| Zona Ascenso 8 equipos       | Alto Valle          | Unión de Rugby del Alto Valle de Río Negro y Neuquén      |
| Zona Ascenso 8 equipos       | Centro              | Unión de Rugby del Centro de la Provincia de Buenos Aires |
| Zona Ascenso 8 equipos       | Entre Ríos          | Unión Entrerriana de Rugby                                |
| Zona Ascenso 8 equipos       | Misiones            | Unión de Rugby de Misiones                                |
| Zona Ascenso 8 equipos       | Salta               | Unión de Rugby de Salta                                   |
| Zona Ascenso 8 equipos       | Santa Fe            | Unión Santafesina de Rugby                                |
| Zona Ascenso 8 equipos       | Santiago del Estero | Unión Santiagueña de Rugby                                |
| Zona Ascenso 8 equipos       | Sur                 | Unión de Rugby del Sur                                    |
| Zona Clasificación 4 equipos | Austral             | Unión de Rugby Austral                                    |
| Zona Clasificación 4 equipos | Chubut              | Unión de Rugby del Valle del Chubut                       |
| Zona Clasificación 4 equipos | Cuenca del Salado   | Unión de Rugby de la Cuenca del Salado                    |
| Zona Clasificación 4 equipos | Oeste               | Unión de Rugby del Oeste de Buenos Aires                  |

## Zona Campeonato

### Zona A
| Pos. | Equipos       | Partidos | Partidos | Partidos | Tantos | Tantos | Tantos |
| Pos. | Equipos       | G        | E        | P        | PF     | PC     | DP     |
| ---- | ------------- | -------- | -------- | -------- | ------ | ------ | ------ |
| 1.°  | Tucumán       | 3        | 0        | 0        | 114    | 72     | +42    |
| 2.°  | Buenos Aires  | 2        | 0        | 1        | 93     | 56     | +37    |
| 3.°  | Cuyo          | 1        | 0        | 2        | 101    | 80     | +21    |
| 4.°  | Mar del Plata | 0        | 0        | 3        | 60     | 160    | -100   |

|  | Clasifica a fase final        |
|  | Disputa Reclasificación       |
|  | Desciende a Zona Ascenso 1996 |

| 22 de octubre | Buenos Aires | 31 - 25 | Cuyo |  |  |

| 22 de octubre | Tucumán | 60 - 34 | Mar del Plata |  |  |

| 28 de octubre | Buenos Aires | 20 - 21 | Tucumán |  |  |

| 28 de octubre | Cuyo | 58 - 16 | Mar del Plata |  |  |

| 4 de noviembre | Mar del Plata | 10 - 42 | Buenos Aires |  |  |

| 4 de noviembre | Tucumán | 33 - 18 | Cuyo |  |  |

### Zona B
| Pos. | Equipos  | Partidos | Partidos | Partidos | Tantos | Tantos | Tantos |
| Pos. | Equipos  | G        | E        | P        | PF     | PC     | DP     |
| ---- | -------- | -------- | -------- | -------- | ------ | ------ | ------ |
| 1.°  | Córdoba  | 3        | 0        | 0        | 136    | 49     | +87    |
| 2.°  | Rosario  | 2        | 0        | 1        | 124    | 94     | +30    |
| 3.°  | San Juan | 1        | 0        | 2        | 58     | 140    | -82    |
| 4.°  | Nordeste | 0        | 0        | 3        | 61     | 96     | -35    |

|  | Clasifica a fase final        |
|  | Disputa Reclasificación       |
|  | Desciende a Zona Ascenso 1996 |

| 22 de octubre | Rosario | 40 - 37 | Nordeste |  |  |

| 22 de octubre | Córdoba | 70 - 11 | San Juan |  |  |

| 28 de octubre | Córdoba | 28 - 23 | Rosario |  |  |

| 28 de octubre | San Juan | 18 - 9 | Nordeste |  |  |

| 4 de noviembre | Rosario | 61 - 29 | San Juan |  |  |

| 4 de noviembre | Nordeste | 15 - 38 | Córdoba |  |  |

## Zona Ascenso

### Zona A
| Pos. | Equipos    | Partidos | Partidos | Partidos | Tantos | Tantos | Tantos |
| Pos. | Equipos    | G        | E        | P        | PF     | PC     | DP     |
| ---- | ---------- | -------- | -------- | -------- | ------ | ------ | ------ |
| 1.°  | Santa Fe   | 3        | 0        | 0        | 135    | 51     | +84    |
| 2.°  | Sur        | 2        | 0        | 1        |        |        |        |
| 3.°  | Alto Valle | 1        | 0        | 2        | 106    | 94     | +12    |
| 4.°  | Centro     | 0        | 0        | 3        |        |        |        |

|  | Disputa Reclasificación             |
|  | Desciende a Zona Clasificación 1996 |

| 21 de octubre | Santa Fe | 68 - 18 | Centro |  |  |

| 21 de octubre | Alto Valle | 13 - 16 | Sur |  |  |

| 28 de octubre | Centro | 25 - 73 | Alto Valle |  |  |

| 28 de octubre | Sur | 13 - 14 | Santa Fe |  |  |

| 4 de noviembre | Sur | G.P. - P.P. | Centro |  |  |

| 4 de noviembre | Santa Fe | 53 - 20 | Alto Valle |  |  |

### Zona B
| Pos. | Equipos         | Partidos | Partidos | Partidos | Tantos | Tantos | Tantos |
| Pos. | Equipos         | G        | E        | P        | PF     | PC     | DP     |
| ---- | --------------- | -------- | -------- | -------- | ------ | ------ | ------ |
| 1.°  | Entre Ríos      | 3        | 0        | 0        | 113    | 45     | +68    |
| 2.°  | Salta           | 2        | 0        | 1        | 109    | 77     | +32    |
| 3.°  | Sgo. del Estero | 1        | 0        | 2        | 120    | 81     | +39    |
| 4.°  | Misiones        | 0        | 0        | 3        | 56     | 173    | -117   |

|  | Disputa Reclasificación             |
|  | Desciende a Zona Clasificación 1996 |

| 21 de octubre | Santiago del Estero | 74 - 14 | Misiones |  |  |

| 21 de octubre | Salta | 14 - 20 | Entre Ríos |  |  |

| 28 de octubre | Salta | 37 - 21 | Santiago del Estero |  |  |

| 28 de octubre | Entre Ríos | 63 - 6 | Misiones |  |  |

| 4 de noviembre | Misiones | 36 - 58 | Salta |  |  |

| 4 de noviembre | Santiago del Estero | 25 - 30 | Entre Ríos |  |  |

## Zona Clasificación
| Pos. | Equipos       | Partidos | Partidos | Partidos | Tantos | Tantos | Tantos |
| Pos. | Equipos       | G        | E        | P        | PF     | PC     | DP     |
| ---- | ------------- | -------- | -------- | -------- | ------ | ------ | ------ |
| 1.°  | Chubut        | 1        | 0        | 0        | 30     | 13     | +17    |
| 2.°  | Austral       | 0        | 0        | 1        | 13     | 30     | -17    |
| 3.°  | C. del Salado | -        | -        | -        | -      | -      | -      |
| 4.°  | Oeste         | -        | -        | -        | -      | -      | -      |

| 9 de septiembre | Austral | 13 - 30 | Chubut |  |  |

## Reclasificación
Se disputaron dos encuentros a eliminación directa entre los ganadores la Zona Ascenso y los terceros de la Zona Campeonato. Los ganadores adquirieron el derecho a disputar la Zona Campeonato de la siguiente edición.
| 11 de noviembre | Entre Ríos | 16 - 18 | San Juan |  |  |

| 18 de noviembre | Santa Fe | 12 - 16 | Cuyo |  |  |

## Fase final
Las fases finales del torneo se disputaron el 10 y 12 de noviembre en Comodoro Rivadavia, Provincia del Chubut.
|  | Semifinales     | Semifinales     | Semifinales     |         |         | Final           | Final           | Final           |  |
|  | 10 de noviembre | 10 de noviembre | 10 de noviembre |         |         | 12 de noviembre | 12 de noviembre | 12 de noviembre |  |
|  |                 |                 |                 |         |         |                 |                 |                 |  |
|  |                 |                 |                 |         |         |                 |                 |                 |  |
|  | Tucumán         | Tucumán         | 36              |         |         |                 |                 |                 |  |
|  | Tucumán         | Tucumán         | 36              |         |         |                 |                 |                 |  |
|  | Rosario         | Rosario         | 35              |         |         |                 |                 |                 |  |
|  | Rosario         | Rosario         | 35              |         | Tucumán | Tucumán         | 24              |                 |  |
|  |                 |                 |                 |         | Tucumán | Tucumán         | 24              |                 |  |
|  |                 |                 | Córdoba         | Córdoba | 28      |                 |                 |                 |  |
|  | Córdoba         | Córdoba         | Córdoba         | Córdoba | 28      | 29              |                 |                 |  |
|  | Córdoba         | Córdoba         |                 |         |         | 29              |                 |                 |  |
|  | Buenos Aires    | Buenos Aires    | 21              |         |         | Tercer puesto   | Tercer puesto   | Tercer puesto   |  |
|  | Buenos Aires    | Buenos Aires    | 21              |         |         | Tercer puesto   | Tercer puesto   | Tercer puesto   |  |
|  |                 |                 |                 |         |         |                 |                 |                 |  |
|  |                 |                 |                 |         |         | Rosario         | Rosario         | 27              |  |
|  |                 |                 |                 |         |         | Rosario         | Rosario         | 27              |  |
|  |                 |                 |                 |         |         | Buenos Aires    | Buenos Aires    | 37              |  |
|  |                 |                 |                 |         |         | Buenos Aires    | Buenos Aires    | 37              |  |
|  |                 |                 |                 |         |         |                 |                 |                 |  |

### Semifinales
| 10 de noviembre | Tucumán | 36 - 35 | Rosario | Comodoro Rivadavia, |  |

| 10 de noviembre | Córdoba | 29 - 21 | Buenos Aires | Comodoro Rivadavia, |  |

### Tercer puesto
| 12 de noviembre | Rosario | 27 - 37 | Buenos Aires | Comodoro Rivadavia, |  |

### Final
| 12 de noviembre | Tucumán | 24 - 28 | Córdoba | Comodoro Rivadavia, |  |

| Bandera de la Provincia de Córdoba |
| Córdoba Campeón                    |
| Primer título                      |